# Barilius shacra
Barilius shacra és una espècie de peix de la família dels ciprínids i de l'ordre dels cipriniformes.

## Morfologia
Els adults poden atènyen fins a 12,5 cm de longitud total.

## Distribució geogràfica
Es troba a l'Índia, Bangladesh i Nepal.